# FC 목포
FC 목포(Football Club Mokpo)는 대한민국 전라남도 목포시에 있는 축구 선수단이다. 목포국제축구센터가 운영하는 남자 세미프로 축구단이며, 2009년에 창단되었다. 2010년 시즌부터 2019년 시즌까지 내셔널리그에 참가했으며 2020년 시즌부터는 K3리그에 참가하고 있다.

## 역사
2009년 12월 18일 내셔널리그 참가 승인을 받았다. 2009년 12월 24일 목포국제축구센터 대강당에서 공식 창단식을 가졌다.
2010 시즌은 15개 팀 중 14위에 그쳤다.
2011년 제92회 전국체육대회에서 전라남도 대표로 출전하여 동메달을 획득하였다.
2012 시즌은 14개 팀 중 8위를 하였다.
2017년 FA컵에서 4강에 진출하는 돌풍을 일으켰다.
K3리그에서의 첫 해인 2020년에 16팀 중 상위 스플릿에 진출하여 5위를 하였다.
2021 시즌을 앞두고 구단명을 목포시청 축구단에서 FC 목포로 변경했다.
2021 시즌 15팀 중 리그 종합 3위, 4팀이 겨루는 챔피언십 3위로 창단 이후 리그 최고의 성적을 기록했다.

## 선수 명단
2023년 3월 23일 기준

### 1군 선수단
참고: FIFA 자격 규정에 따라 소속된 국가대표팀 국기를 표시합니다. 선수는 복수의 FIFA 비회원국 국적을 가지고 있을 수 있습니다.
| 번호 | 포지션 | 국적 | 이름     |
| ---- | ------ | ---- | -------- |
| 1    | GK     |      | 제종현   |
| 3    | DF     |      | 노동건   |
| 4    | MF     |      | 박재성   |
| 5    | DF     |      | 여재율   |
| 6    | MF     |      | 하용주   |
| 7    | DF     |      | 박선용   |
| 8    | MF     |      | 박승렬   |
| 9    | MF     |      | 박하빈   |
| 10   | MF     |      | 최오백   |
| 11   | DF     |      | 김희성   |
| 12   | DF     |      | 신찬우   |
| 13   | MF     |      | 이상원   |
| 14   | DF     |      | 금교진   |
| 17   | MF     |      | 제갈재민 |
| 18   | FW     |      | 정민우   |

| 번호 | 포지션 | 국적 | 이름   |
| ---- | ------ | ---- | ------ |
| 19   | FW     |      | 조건규 |
| 20   | GK     |      | 이찬우 |
| 22   | MF     |      | 이종민 |
| 23   | DF     |      | 김민호 |
| 27   | FW     |      | 최랑   |
| 28   | DF     |      | 김도현 |
| 29   | MF     |      | 엄승민 |
| 31   | GK     |      | 김준성 |
| 37   | MF     |      | 장은규 |
| 38   | DF     |      | 양경모 |
| 39   | DF     |      | 박성용 |
| 40   | DF     |      | 장재용 |

## 기록과 통계

### 역대 성적
| 시즌 | 리그   | 리그      | FA컵 | ACL | 기타             |
| 시즌 | 디비전 | 순위      | FA컵 | ACL | 기타             |
| ---- | ------ | --------- | ---- | --- | ---------------- |
| 2010 | 2      | 전기: 15  | 32강 | -   | 리그컵: 조별리그 |
| 2010 | 2      | 후기: 12  | 32강 | -   | 리그컵: 조별리그 |
| 2011 | 2      | 13        | 32강 | -   | 리그컵: 8강      |
| 2012 | 2      | 8         | 32강 | -   | 리그컵: 조별리그 |
| 2013 | 3      | 6         | 32강 | -   | 리그컵: 4강      |
| 2014 | 3      | 8         | 2R   | -   | 리그컵: 4강      |
| 2015 | 3      | 4         | 3R   | -   | 리그컵: 조별리그 |
| 2015 | 3      | P: 4강 PO | 3R   | -   | 리그컵: 조별리그 |
| 2016 | 3      | 9         | 3R   | -   | 리그컵: 4강      |
| 2017 | 3      | 5         | 4강  | -   | 리그컵: 조별리그 |
| 2018 | 3      | 5         | 8강  | -   | 리그컵: 조별리그 |
| 2019 | 3      | 6         | 32강 | -   | 리그컵: 조별리그 |
| 2020 | 3      | 5         | 2R   | -   | -                |
| 2021 | 3      | P:3강 PO  | 3R   | -   | -                |

- P: 리그 플레이오프(포스트시즌)

## 참고 문헌
- “스포츠지원포털 등록 현황”. 대한체육회.
- “KFA 통합경기정보 시스템”. 대한축구협회.
- 이천우 (2012년 4월 8일). “[클로즈업 하나된 목포, ‘4전 5기’끝에 감동적인 첫 승]”. 한국실업축구연맹.[깨진 링크(과거 내용 찾기)]